# 中国人民解放军江西省军区
中国人民解放军江西省军区，是中国人民解放军现属中央军事委员会国防动员部的一个省级军区，管辖范围为江西省。同时接受中共江西省委、江西省人民政府的领导，负责辖区内的民兵、预备役、兵役、动员工作和城市警备等任务。
现辖南昌警备区，景德镇、萍乡、九江、新余、鹰潭、宜春、抚州、上饶、吉安、赣州等军分区。

## 历史
1949年6月25日，成立江西军区。以第四野战军整训第5师、第157师和第161师为骨干。陈奇涵任司令员，陈正人任政治委员，隶属于华中军区。1950年1月，改为隶属中南军区。1955年2月，隶属于南京军区。1956年4月22日，国务院发布命令，将南京军区下辖的福建、江西两个省军区划出，组成福州军区。1960年4月，改称江西省军区。1985年，福州军区再度与南京军区合并，江西省军区再次转隶南京军区。2015年，深化国防和军队改革，江西省军区转隶新组建的中央军事委员会国防动员部。

## 历任领导

### 司令员
- 陈奇涵（1949年6月-1954年2月）[2]
- 肖元礼（1954年6月-1955年3月）[2]
- 邓克明（1955年3月-1963年12月）[2]
- 吴瑞山（1964年3月-1967年7月）[2]
- 杨栋梁（1967年8月-1972年6月）[2]
- 陈昌奉（1972年11月-1975年8月）[2]
- 信俊杰（1975年9月-1983年5月）[2]
- 王保田（1983年5月-1988年8月）[2]
- 张传诗（1989年4月-1993年6月）[1]
- 冯金茂（1993年6月-2002年6月）[6]
- 郝敬民（2002年6月-2006年11月）[6]
- 王宁（2006年11月-2007年11月）[7]
- 彭水根（2007年11月-2010年4月）[8]
- 郑水成（2010年4月-2013年7月） [9]
- 熊安东（2013年7月-2014年3月）[10]
- 张晓明（2014年3月-2016年8月）[11][12]
- 吴亚非（2017年8月-2022年4月）[13]

- 張弓 (將領)(2022年4月一）[14]。
- 黃文輝 (武警)

### 副司令員
- 方建華兼軍區參謀長(2014一？) [15] [16]
- 劉殿榮(2019年5月一) [17] [18]
- 吳學軍(2021年7月一?) [19][20]

## 历任领导

### 司令员
- 陈奇涵（1949年6月-1954年2月）[2]
- 肖元礼（1954年6月-1955年3月）[2]
- 邓克明（1955年3月-1963年12月）[2]
- 吴瑞山（1964年3月-1967年7月）[2]
- 杨栋梁（1967年8月-1972年6月）[2]
- 陈昌奉（1972年11月-1975年8月）[2]
- 信俊杰（1975年9月-1983年5月）[2]
- 王保田（1983年5月-1988年8月）[2]
- 张传诗（1989年4月-1993年6月）[1]
- 冯金茂（1993年6月-2002年6月）[6]
- 郝敬民（2002年6月-2006年11月）[6]
- 王宁（2006年11月-2007年11月）[7]
- 彭水根（2007年11月-2010年4月）[8]
- 郑水成（2010年4月-2013年7月） [9]
- 熊安东（2013年7月-2014年3月）[10]
- 张晓明（2014年3月-2016年8月）[11][12]
- 吴亚非（2017年8月-2022年4月）

- 張弓 (將領) (2022年4月)
- 黃文輝 (武警)(2023年-)

### 副司令員
- 方建華兼軍區參謀長(2014一？)

- 劉殿榮(2020年5月一)

- 吳學軍(2021年7月一?)

### 政治委员
- 陈正人（1949年6月-1953年1月） [2]
- 肖元礼（1952年6月-1953年1月，第二政委）[2]
- 杨尚奎（1953年1月-1965年1月，兼任） [2]
- 肖元礼（1953年1月-1954年6月） [2]
- 汤光恢（1961年8月-1964年4月，第二政委）[2]
- 方志纯（1965年1月-1967年7月，第一政委）[2]
- 林忠照（1965年5月-1967年8月） [2]
- 程世清（1967年7月-1972年6月，第一政委）[2]
- 郑国（1969年11月-1973年12月，第二政委） [2]
- 张志勇（1972年11月-1979年3月） [2]
- 江渭清（1974年12月-1982年10月，第一政委）[2]
- 张力雄（1975年6月-1980年12月） [2]
- 张闯初（1979年7月-1982年9月） [2]
- 宋长庚（1981年10月-1983年5月） [2]
- 白栋材（1982年10月-1985年8月，第一政委）[2]
- 王冠德（1983年5月-1989年4月） [2]
- 魏长安（1989年4月-1990年6月）[1]
- 张玉江（1990年6月-1992年5月） [6]
- 郑仕超（1992年5月-1999年6月） [6]
- 陈礼久（1999年6月-2004年6月） [6]
- 魏亮（2004年6月-2004年10月） [6]
- 李光金（2004年10月-2005年9月） [6]
- 王清葆（2005年9月-2009年10月） [7]
- 朱争平（2009年10月-2010年7月） [21]
- 陶正明（2010年7月-2013年11月）[22]
- 马家利（2013年11月-2015年3月）[11]
- 杨笑祥（2015年3月-2018年10月）[23]
- 鲍泽敏（2021年11月-)